# Phidippus felinus
Phidippus felinus là một loài nhện trong họ Salticidae.
Loài này thuộc chi Phidippus. Phidippus felinus được Edwards miêu tả năm 2004.